# Burg Sonnenberg
Die Burg Sonnenberg ist die Ruine einer Spornburg in Wiesbaden-Sonnenberg an den Hängen des Vordertaunus in Hessen. Sie wurde ab 1200 von den Grafenbrüdern Heinrich II. und Ruprecht von Nassau zum Schutz von Wiesbaden auf einem Felsen errichtet als Feste gegen die benachbarten Herren von Eppstein, mit denen es dauerhafte Grenzstreitigkeiten gab. Die Nassauer waren von Friedrich I. wahrscheinlich als Dank für ihre Unterstützung in den Römerzügen 1154 mit dem Königshof Wiesbaden belehnt worden. Der Königshof Wiesbaden erscheint erstmals 829 als Verwaltungssitz des Königssondergaus, welcher von Karl dem Großen eingerichtet wurde. Die Gerichtsstätte für den Gau lag aber auf dem Herrschaftsgebiet der Eppsteiner. Diese komplizierte räumliche Besitzverteilung beider Häuser gab Anlass zu ständigem Unfrieden.

## Bewohner und Besitzer

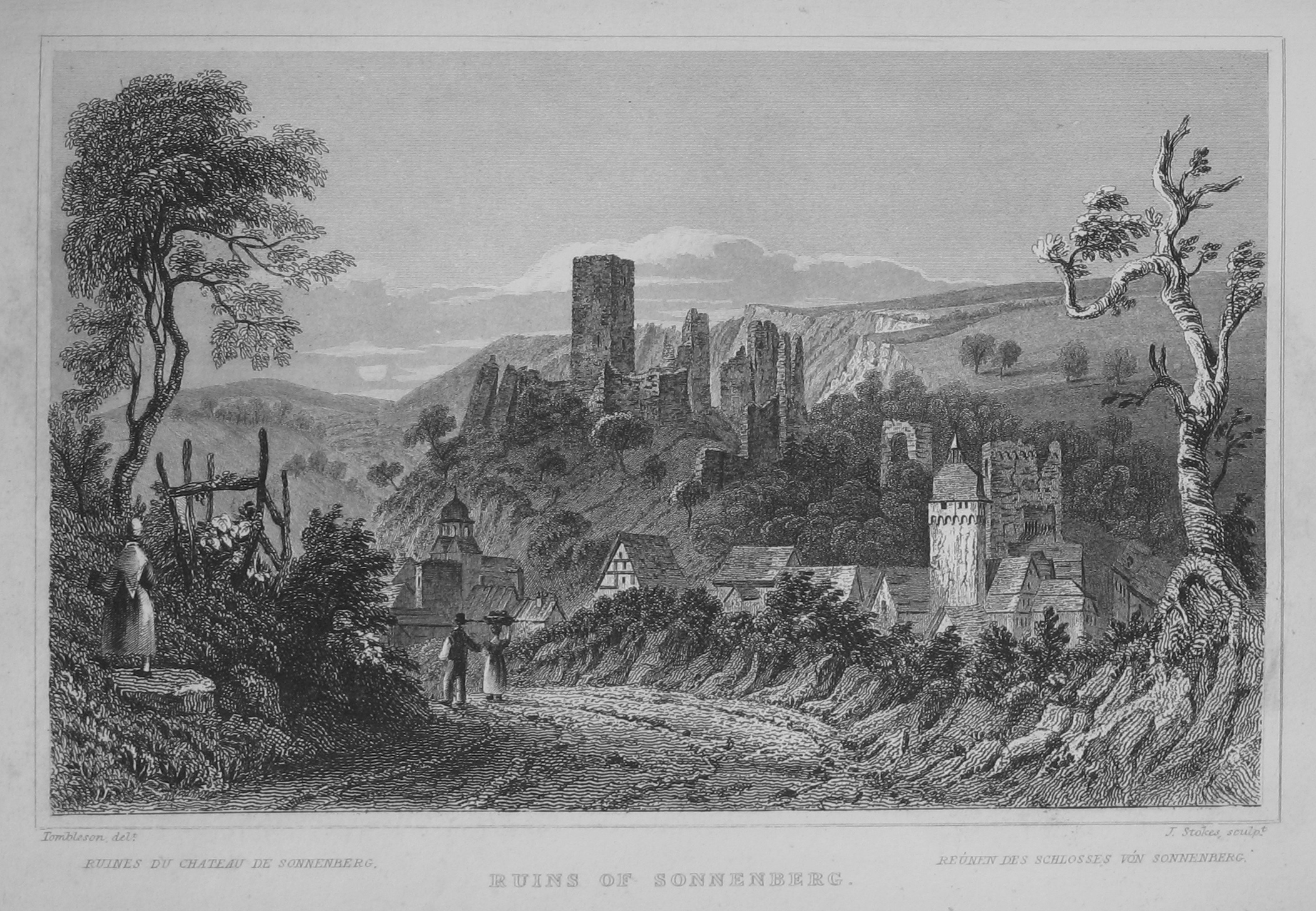
Burg Sonnenberg auf einem Stich von Tombleson

Unbekannter französischer Zeichner: Ruine der Burg Sonnenberg, 1854, Bleistift auf Papier, 19,5 × 26 cm

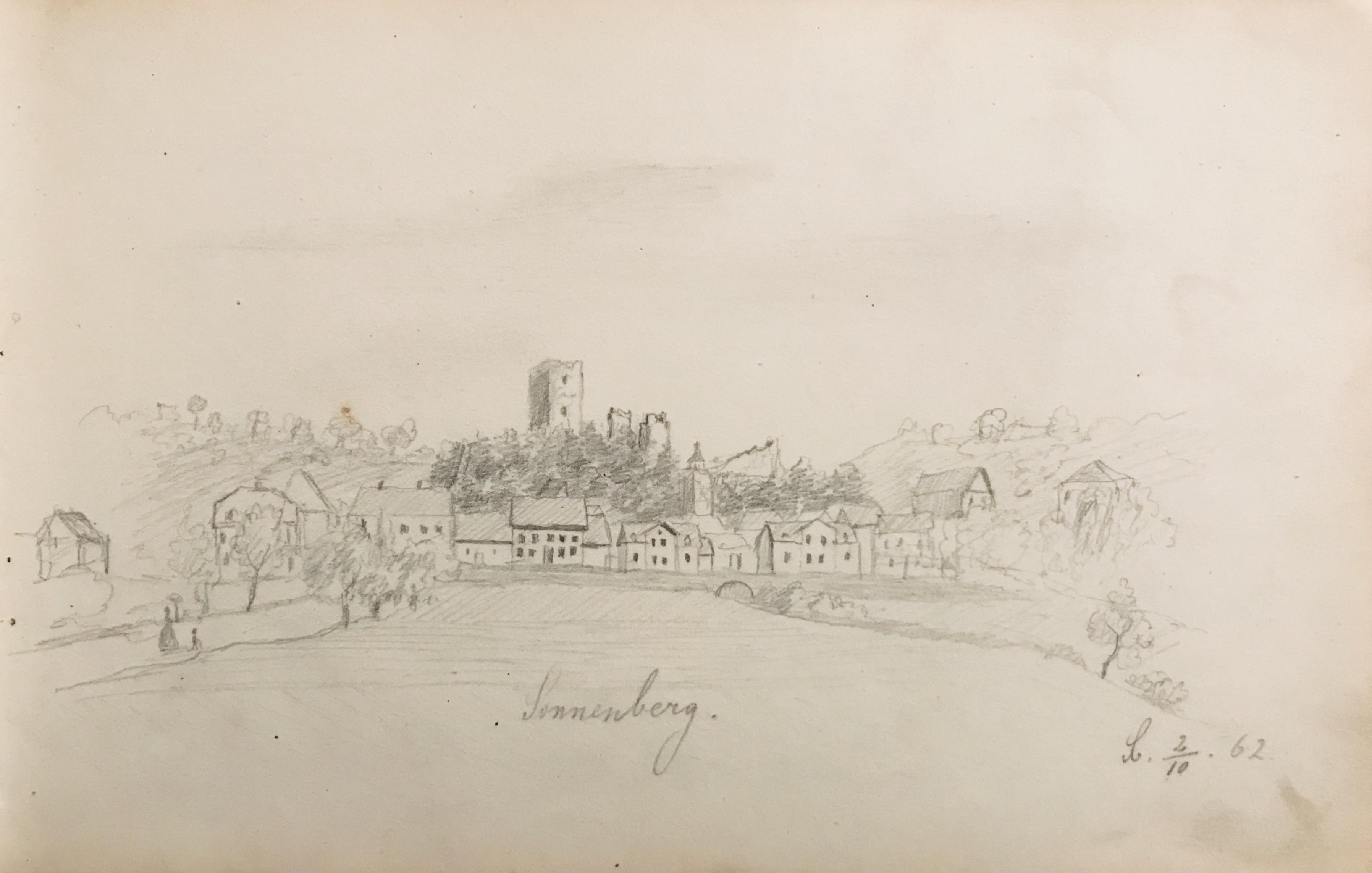
Carl Seiler: Sonnenberg, Zeichnung aus dem Skizzenbuch vom 2. Oktober 1862, Bleistift auf Papier

Obwohl der Grund und Boden nicht den Nassauern gehörte, sondern dem Mainzer Domkapitel, wurde mit dem Bau begonnen und 1221 bekannten die Grafenbrüder feierlich, dass sie das „Castrum Sunneberc“ in unrechtmäßiger und gewaltsamer Weise an sich gebracht hätten. Sie kauften dem Domkapitel den Grund ab und nahmen die Burg vom Erzstift als Lehen. Diese Bindung an Mainz wirkte sich für lange Zeit ungünstig für Sonnenberg aus, da im 13. Jahrhundert allein vier Mainzer Erzbischöfe von den Eppsteinern gestellt wurden, den Feinden der Nassauer.
Nachdem Ruprecht in den Deutschen Orden eingetreten war, herrschte ab 1230 Graf Heinrich II. alleine über die Herrschaft. Die Burg Sonnenberg war eine von neun Burgen, auf denen das Banner der Nassauer wehte.
1255 kam es zur ersten Nassauer Besitzteilung zwischen Walram II. und Otto I. Das Geschlecht spaltete sich in die Ottonische und die Walramsche Linie auf. Die Burg Sonnenberg mit Wiesbaden gehörte nun zur Walramschen Linie. Walrams Sohn Adolf von Nassau, der spätere deutsche König, baute die Burg weiter aus, nachdem diese durch die Nassauisch-Eppsteinische Fehde vor 1283 stark zerstört wurde.
Zusammen mit dem Mainzer Erzbischof Gerhard II. konnten die Eppsteiner 1298 nach Adolfs Tod erneut die Burg einnehmen und stark zerstören. Adolfs Sohn Gerlach I., zu dieser Zeit noch ein Kind, konnte gerettet werden. Nach einer spannungsvollen Zeit konnte Graf Gerlach in späteren Jahren sich mit den ehemaligen Feinden aussöhnen und die Burg stark erweitern. Unter ihm begann die bedeutsamste Zeit der Burg Sonnenberg. 1338 besuchte Kaiser Ludwig der Bayer die Burg, ein Zeugnis für die Größe und Sicherheit, die die Burg Sonnenberg in jenen Jahren bot.
1351 wurden Sonnenberg von König Karl IV. die Stadtrechte mit eigener Gerichtsbarkeit verliehen. Hierfür setzte sich besonders des Grafen zweite Frau Irmengard von Hohenlohe-Weikersheim ein, die bereits 1337 die Burg als Witwensitz erhielt. Die am Fuße der Burg stehenden Häuser konnten nun mit einer Mauer in den Gesamtkomplex integriert werden, was den Bewohnern einige Sicherheit gab. Das Tal wurde befestigt.
Als Graf Gerlach 1361 auf Burg Sonnenberg starb, wurde sein Sohn Ruprecht aus der Ehe mit Irmengard Graf der 1355 neu gegründeten Herrschaft Nassau-Sonnenberg. Dieser wurde als letzter fahrende Ritter „berühmt“ durch seine zahlreichen Fehden um das Erbe seiner Gemahlin Anna von Nassau-Hadamar, bis er 1384 anlässlich der Stiftung des Katharinenaltars im Kapellenturm feierlich das Schwert für immer niederlegte. Er verstand es trotz seiner Fehden einen Schaden für seine Residenz abzuwenden.
1365 wies Ruprecht VII. die Burg Sonnenberg seiner Frau Anna als Witwensitz zu. Er starb 1390 kinderlos. 1391 gelangte Graf Diether VIII. von Katzenelnbogen, der Ruprechts Witwe Anna heiratete, in den Mitbesitz des Schlosses. Danach ging die Herrschaft Nassau-Sonnenberg mit Burg Sonnenberg nach dem Tod Annas 1405 wieder an die Idsteiner und Weilburger Grafen, die sich den Besitz fortan teilten. In den nächsten 200 Jahren verfiel die Burg zusehends, bis sie unter Graf Philipp von Nassau-Idstein zwischen 1558 und 1566, der die Burg als Wohnsitz nahm, noch einmal glanzvolle Tage erleben konnte. Auch er starb kinderlos und bereits Ende des 16. Jahrhunderts war die Burg unbewohnt. Während des Dreißigjährigen Krieges hausten Kriegsbanden auf der Burg. Nach dem Krieg diente die Burg als Steinbruch für den Wiederaufbau der im Tal liegenden Häuser. Burg Sonnenberg wurde zur Ruine.
Im 19. Jahrhundert war die Burgruine ein beliebtes Ausflugsziel der Kurgäste in der benachbarten Kurstadt Wiesbaden. Die Kuranlage, als Verlängerung des Kurparks wurde bis Sonnenberg angelegt. Die Stadt Wiesbaden erwarb bereits 1875 die Ruine im damals noch nicht eingemeindeten Sonnenberg.
Heute beherbergt der Bergfried ein Museum und bietet von seiner überdachten Aussichtsplattform einen guten Blick auf die Burganlage und auf Sonnenberg. Alljährlich im Juli finden auf der unteren Burg vor dem Kapellenturm die Kulturtage von Wiesbaden-Sonnenberg statt. Auch ein Edel-Gastronomiebetrieb hat in der oberen Burg einen Platz gefunden. Von 2005 bis 2015 wurde die Ruine saniert und ist nun wieder zugänglich. Hierbei erfolgen begleitende archäologische Untersuchungen. Wegen weiteren Sanierungsarbeiten musste die Burg-Gastronomie 2019 schließen. Sobald die Arbeit abgeschlossen ist, soll sie an ihren beliebten Platz zurückkehren, so der Gastronom. Nachdem die Bundestagsfraktionen von CDU/CSU und SPD 2021 einen Antrag zur Förderung der Sanierung der Burg Sonnenberg in den Haushaltsausschuss im Deutschen Bundestag eingebracht haben, beteiligt sich der Bund mit einem Betrag in Höhe von 400.000 Euro an den Sanierungskosten.

## Beschreibung

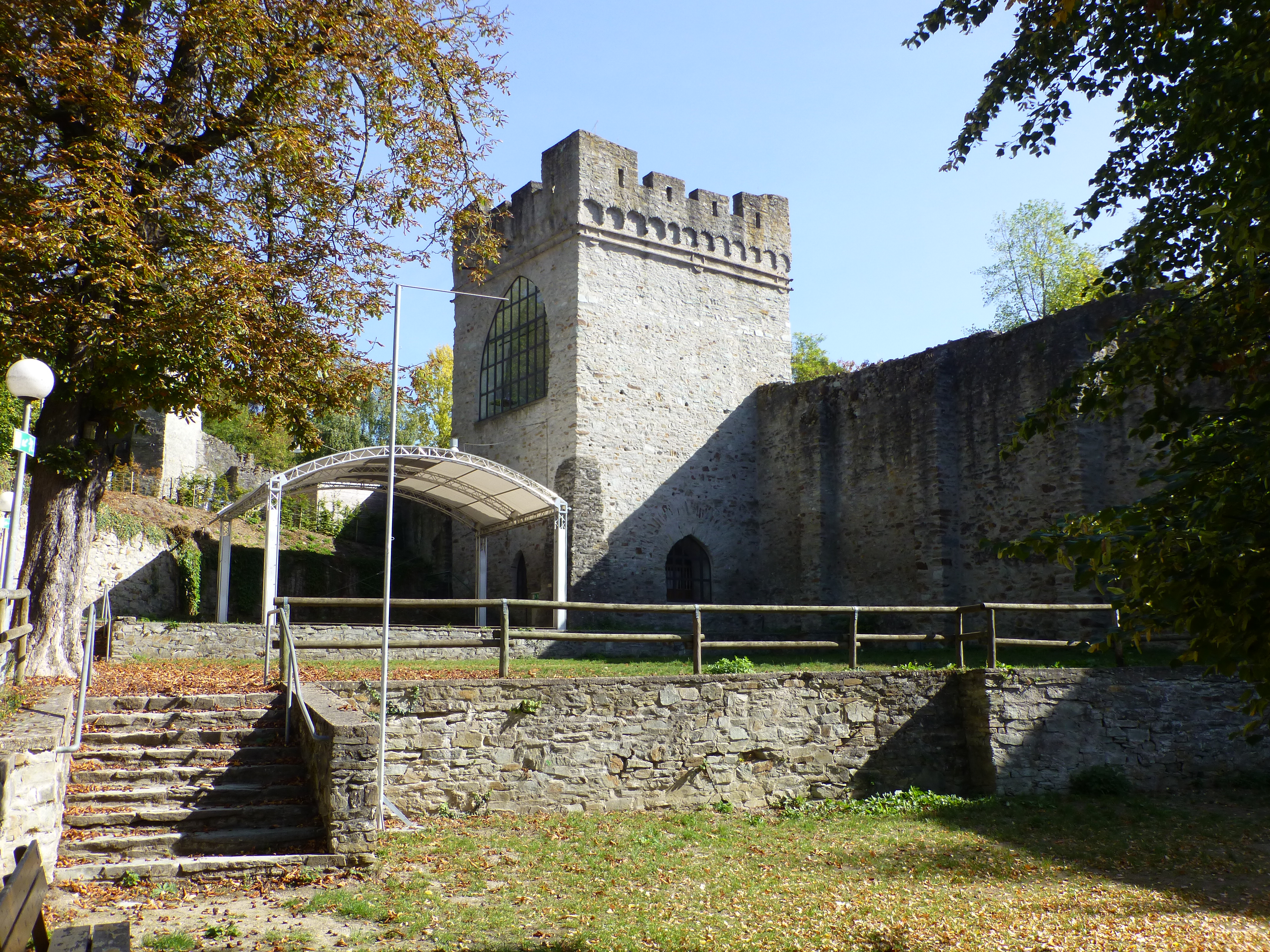
Kapellenturm der unteren Burg

Ab 1200 wurde mit dem Bau begonnen, 1208 wurde der Bergfried fertiggestellt. Zwischen 1221 und 1242 wurde der obere Teil der Burg ausgebaut. 1283 wurde die Burg erstmals stark zerstört und danach von Graf Adolf wieder instand gesetzt und weiter ausgebaut. Nach erneuter Zerstörung im Jahre 1298, wiederum von den Eppsteinern, konnte Graf Gerlach sie wiederum mit Anlage der unteren Burg weiter vergrößern. Mit Verleihung der Stadtrechte 1351 wurde das Tal befestigt und das Dorf mit einer Schutzmauer versehen. 1384 wurde im Mauerturm der unteren Burg eine Kapelle erbaut. Der Bergfried wurde nach dem Zweiten Weltkrieg restauriert. Heute befinden sich drei Eingänge zur Burg, im Osten durch das Haupttor sowie im Tal über die ehemaligen Stadttore.